# Anton Matusevich
Anton Matusevich (ur. 30 maja 2001 w Nowym Jorku) – brytyjski tenisista pochodzenia rosyjskiego, triumfator juniorskiego US Open 2018 w grze podwójnej.

## Kariera tenisowa
Podczas swojej kariery wygrał trzy singlowe turnieje rangi ITF.
W 2018 roku, startując w parze z Adrianem Andreewem zwyciężył w finale juniorskiego US Open w grze podwójnej. W decydującym meczu Andreew i Matusevich pokonali Emilio Navę oraz Axela Nefve'a.
W 2021 roku, podczas Wimbledonu zadebiutował w turnieju wielkoszlemowym w grze podwójnej. Startując wówczas w parze z Lukiem Johnsonem odpadł w pierwszej rundzie.
W rankingu gry pojedynczej najwyżej był na 388. miejscu (2 sierpnia 2021), a w klasyfikacji gry podwójnej na 569. pozycji (9 maja 2022).

### Finały juniorskich turniejów wielkoszlemowych w grze podwójnej (1-0)
| Końcowy wynik | Nr | Data            | Turniej            | Nawierzchnia | Partner        | Przeciwnicy            | Wynik finału   |
| ------------- | -- | --------------- | ------------------ | ------------ | -------------- | ---------------------- | -------------- |
| Zwycięzca     | 1. | 9 września 2018 | US Open, Nowy Jork | Twarda       | Adrian Andreew | Emilio Nava Axel Nefve | 6:2, 2:6, 10−8 |